# RIMS-seq2
Reduced Integration of Methylation and Sequencing 2 (RIMS-seq2) es una técnica relativamente nueva, la cual se considera de alto rendimiento, cuyo objetivo principal es secuenciar genomas, además de superponer información de metilación. Esta técnica se realiza solo con una pequeña modificación del protocolo experimental para la secuenciación de ADN de alto rendimiento, se modificación se basa en la inclusión de un paso de desaminación controlada para identificar sitios metilados.

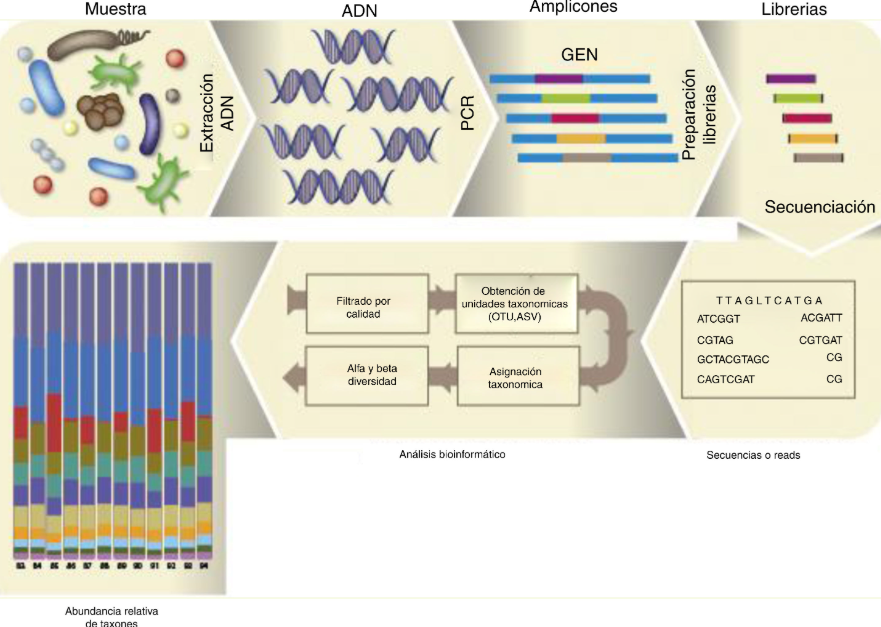
Figura 1. Ejemplo de la secuenciación de ADN de alto rendimiento.

La metilación del ADN se ha realizado por mucho tiempo mediante técnicas que se tienen como principal fundamento la conversión química o enzimática, hibridación en arrays de metilación y secuenciación del genoma completo (WGBS); estas técnicas son costosas y limitadas, por lo cual RIMS-seq2 es una nueva técnica que tiene como principal fin simplificar el análisis simultáneo del genoma y del metiloma, siendo esto posible a través de la desaminación química controlada de la 5-metilcitosina (m5C), donde se realiza un tratamiento alcalino térmico limitado que produce la desaminación de una fracción de m5C. En el caso de las citosinas no metiladas estas también se desaminan durante el proceso de amplificación debido al uso de una polimerasa de lectura de pruebas.
RIMS-seq2 cobra importancia en la actualidad y se cataloga como una herramienta revolucionaria para estudios multiómicos, esto gracias a su capacidad para capturar información genética y epigenética simultáneamente. Siendo importante su aplicación en campos como biología del cáncer, del desarrollo e investigación de enfermedades neurodegenerativas.

## RIMS-seq2 y su papel en la metilación del ADN
La metilación del ADN implica la transferencia de un grupo metilo a la posición C5 de la citosina para formar 5-metilcitosina, se considera un mecanismo epigenético, su regulación es esencial para la función cognitiva normal .
La metilación de citosina en dinucleótidos CpG es un proceso biológico fundamental que RIMS-seq2 hace uso para obtener información tanto de la secuencia genómica como del estado de metilación del ADN.
La técnica de RIMS-seq2 tiene como principal parte de su protocolo introducir una desaminación controlada de la 5-metilcitosina (m5C), la misma que re realiza mediante un tratamiento alcalino térmico que convierte una fracción de las m5C en timina. Además, esta técnica toma en cuenta la diferencia de comportamiento entre las citosinas metiladas y no metiladas.

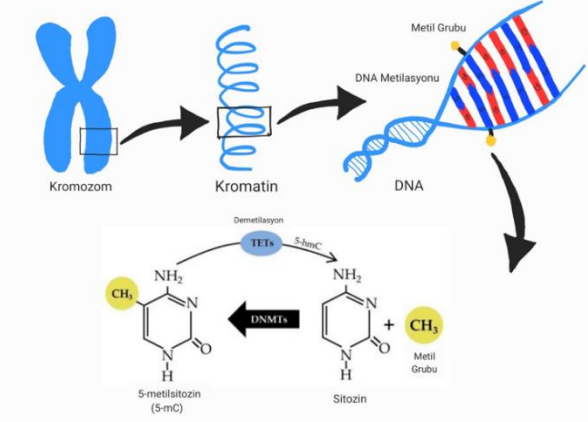
Figura 2. Esquema de metilación y desmetilación de 5-mC.

## Historia y desarrollo
RIMS-seq2 es una nueva técnica, publicada en 2024 por los investigadores Bo Yan y Laurence Ettwiller en New England Biolabs (NEB). Esta técnica surge por la necesidad de superar limitaciones de técnicas anteriores, tales como secuenciación de genoma completo con bisulfito (WGBS), que se caracterizan por aplicar una degradación excesiva del ADN, altos costos y limitada precisión den la secuenciación.
RIMS-seq2 tiene como base el método RIMS-seq original, el mismo que esta desarrollado para genomas bacteriano, así que fue un reto guiar esta técnica para la investigación genómica humana.
Esta nueva técnica permite que los estudios multiómicos actuales pueden extender su investigación en el estudio en genomas eucariotas complejos con mayor eficiencia y precisión, además de encaminar las futuras aplicaciones en estudios y diagnóstico de enfermedades de interés.

## Metodología
RIMS-seq2 integra un protocolo de desaminación modificado con tecnologías de secuenciación de alto rendimiento, enfocado en la detección de metilación específica de secuencia. Para realizar esta técnica se deben tomar en cuenta los siguientes apartados:

#### Preparación de la muestra
Se inicia con la extracción de ADN genómico de alta calidad del organismo o tejido objetivo. El ADN debe pasar por procesos de purificación, para poder garantizar que se encuentre libre de contaminantes tales como proteínas, lípidos y ARN que podrían degradar la muestra.

#### Desaminación controlada
El ADN genómico se expone a un tratamiento alcalino térmico limitado, donde se va a producir una desaminación de una fracción de la m5C. Sin embargo, esta desaminación será insignificante y no afectará la secuenciación del ADN ni con el procesamiento de datos estándar.

#### Preparación y secuenciación de la biblioteca
La preparación de la biblioteca estándar se da después de la desaminación del ADN, donde se fragmenta en 150 a 300 pares de bases, los mismos que facilitaran la amplificación y secuenciación. Las bibliotecas posteriormente se someten a una secuenciación de alto rendimiento, mediante la plataforma Illumina, dando como resultados lecturas cortas de ADN, las cuales se asignan a un genoma de referencia. Así, permitiendo conocer e identificar variantes genético y el estado de metilación de citosinas en el genoma.

#### Análisis Bioinformático
Para conocer e interpretar los resultados se realiza un análisis bioinformático de los datos de secuenciación obtenidos, para lo cual se utilizan herramientas de software que permiten alinear las lecturas de secuencia a partir de un genoma de referencia. Además, también se contará con información sobre la identificación de regiones metiladas diferencialmente (DMR), las mismas que se obtienen por la integración de los datos de metilación con los datos genómicos.

#### Validación
RIMS-seq2 está enfocado en garantizar la precisión y reproducibilidad de los datos, por lo cual realiza usando controles externos y datos de referencia, es decir, se compara los resultados obtenidos de RIMS-seq2 con otras técnicas como la secuenciación con bisulfito o PCR específica de metilación.

## Aplicaciones
RIMS-seq2 es una herramienta confiable para la investigación genómica y epigenómica, la misma que puede aplicarse en varios campos de la investigación, tales como:

#### Investigación sobre el cáncer
Los cambios de metilación asociados con la progresión tumoral y metástasis pueden mapearse por esta técnica, además de identificar biomarcadores epigenéticos para el diagnóstico temprano y pronóstico. 

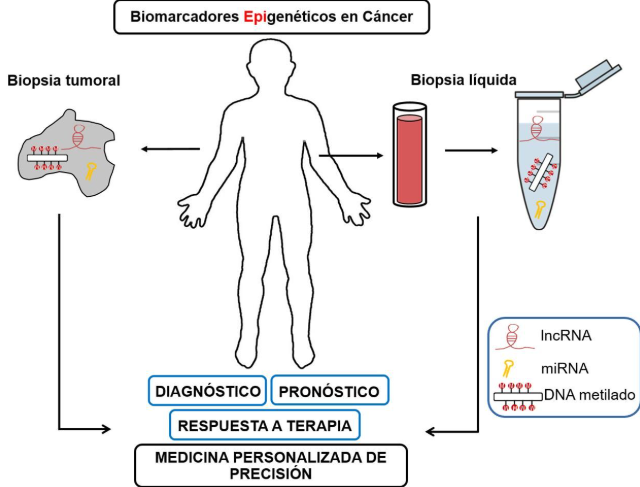
Figura 3. Biomarcadores epigenéticos en cáncer.

#### Enfermedades neurodegenerativas
Esta técnica estudia la metilación del ADN, por tal motivo puede guiarse a enfermedades como el Alzheimer, el Parkinson y otras enfermedades neurológicas, además de conocer la desregulación epigenética.

#### Biología del desarrollo
El estudio e investigación de la metilación durante la embriogénesis y la diferenciación celular es posible mediante la exploración de la metilación mediante RIMS-seq2.

#### Estudios multiómicos
La transcriptómica y proteómica se integran en RIMS-seq2, lo que permite poseer una visión holística de los procesos celulares, así conociendo interacciones entre el genoma y el epigenoma en enfermedades complejas.

## Limitaciones de la técnica RIMS-seq2
Como todas las metodologías científicas, RIMS-seq2 tiene limitaciones inherentes que podrían afectar su aplicabilidad y eficacia en ciertos contextos, principalmente enfocado en su dependencia de muestras de alta calidad y la intensidad computacional.
- Requisitos de calidad de las muestras de ADN: para realizar la técnica de RIMS-seq2 requiere ADN intacto de alta calidad para lograr resultados confiables, lo que podría generar desafíos en la obtención de las muestras.[1][13][14]

- Carga computacional: esta técnica genera grandes conjuntos de datos, los mismos que pueden tener un grado de complejidad al momento procesar y analizar esos datos integrados, por lo que puede ser un desafío para los laboratorios que no cuentan con recursos computacionales avanzados ni experiencia.[1][13][14]

## Enlaces de interés
Metilación del ADN